# Premio TV - Premio regia televisiva 2000
La quarantesima edizione del Premio Regia Televisiva, condotta da Daniele Piombi con Anna Falchi, Manila Nazzaro, Martina Colombari, Barbara De Rossi, Milena Miconi, Nina Morić, Alba Parietti, Melba Ruffo, Natasha Stefanenko e Paola Saluzzi, si svolse al teatro Ariston di Sanremo il 5 aprile 2000 e fu trasmessa in diretta su Rai Uno.

## Premi

### Top Ten, i dieci migliori programmi
- Striscia la notizia (Canale 5)
- Francamente me ne infischio (Rai Uno)
- Passaparola (Canale 5)
- Commesse (Rai Uno)
- Un medico in famiglia (Rai Uno)
- Ultimo (Canale 5)
- Porta a porta (Rai Uno)
- La macchina del tempo (Rete 4)
- Libero (Rai Due)
- Quelli che il calcio (Rai Due)

### Miglior programma per la giuria
- La macchina del tempo (Rete 4) e Striscia la notizia (Canale 5)

### Programma record d'ascolti
- Festival di Sanremo (Rai Uno)

### Programma record di share
- Miss Italia (Rai Uno)

### Miglior personaggio femminile
- Alessia Marcuzzi

### Miglior personaggio maschile
- Teo Teocoli

### Personaggio rivelazione
- Giorgio Panariello

### Miglior TG
- TG2

## Premi alla carriera
- Mike Bongiorno
- Enzo Biagi
- Pippo Baudo
- Maurizio Costanzo
- Antonio Ricci
- Renzo Arbore